# Properzia de’ Rossi
Pour les articles homonymes, voir Rossi.
Properzia de' Rossi (1490-1530) est une sculptrice italienne de la Renaissance.

## Biographie
Fille d'un notable de Bologne, Properzia de’ Rossi est la plus ancienne sculptrice dont le nom ait été conservé. Elle fut l'élève de Raimondi. C'est la seule femme à qui Giorgio Vasari consacre une biographie complète dans la première édition de son ouvrage, les Vies des meilleurs peintres, sculpteurs et architectes, en 1550.
Dans le chapitre qu'il consacre à Properzia, Vasari rappelle que « les femmes ont brillé dans toutes les sciences et tous les arts qu’elles ont voulu cultiver ». Properzia était également douée pour le chant et la musique. Commençant par « tailler des figures d’une délicatesse et d’une élégance extrême sur des noyaux de pêche », elle a obtenu une commande de sculptures pour la basilique San Petronio de Bologne. Elle n'aurait toutefois reçu qu'un paiement partiel en raison des intrigues d'un autre artiste, Amico Aspertini. Elle a également pratiqué la gravure sur cuivre avec succès. Vasari possédait des dessins réalisés par Properzia de' Rossi d'après des peintures de Raphaël.

## Œuvres
- Divers bas-reliefs à la cathédrale de Bologne
- Bas-relief Joseph et la femme de Putiphar dans la basilique San Petronio (Bologne)[5]
- On considère généralement que le blason de la Famille Grassi, avec des médaillons en noyaux de pêche sculptés, est son œuvre[6] (Le maître de l’argenterie de l’aigle et du filigrane n’est pas déterminé).

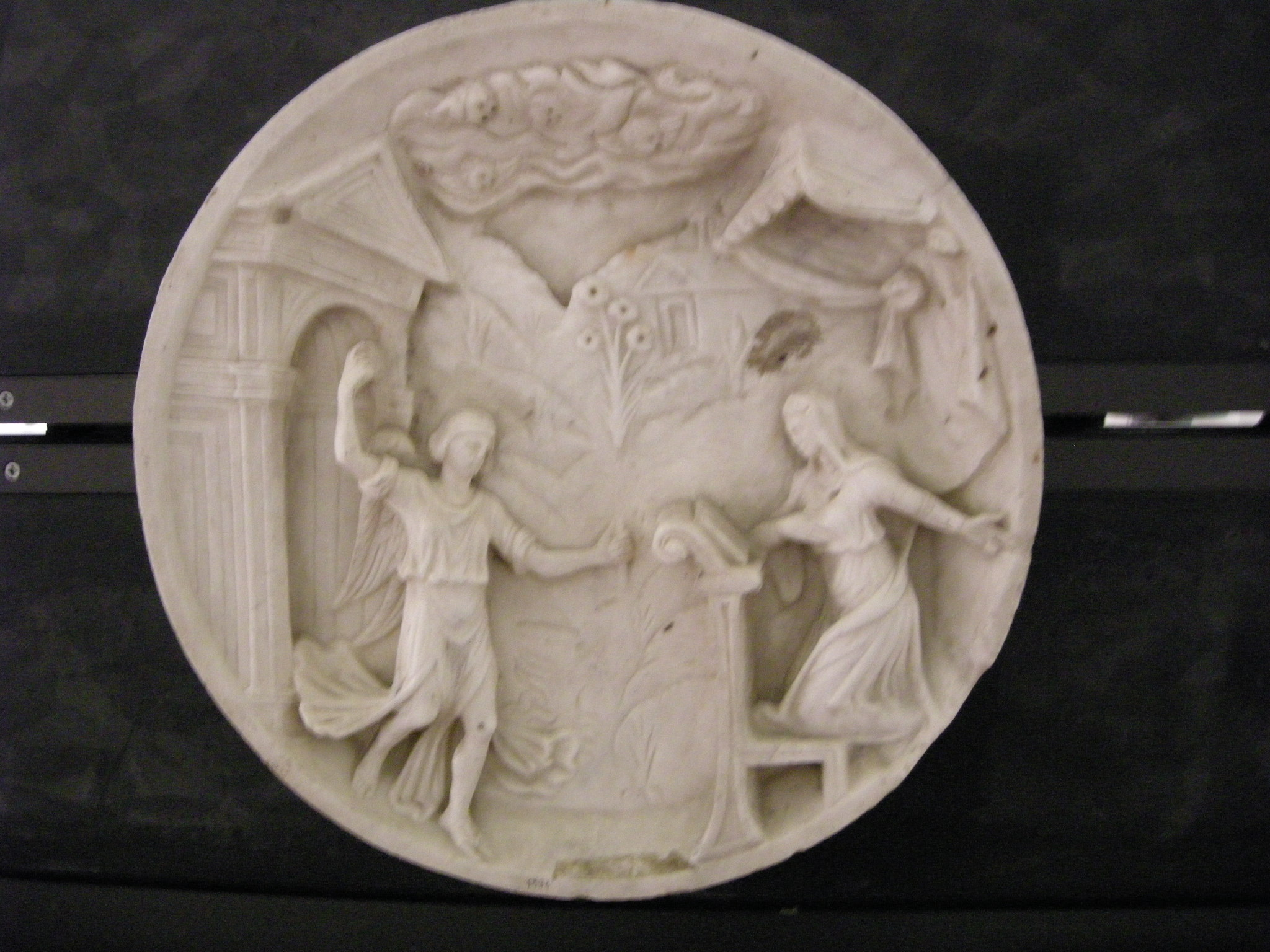
Annonciation, Musée médiéval de Bologne
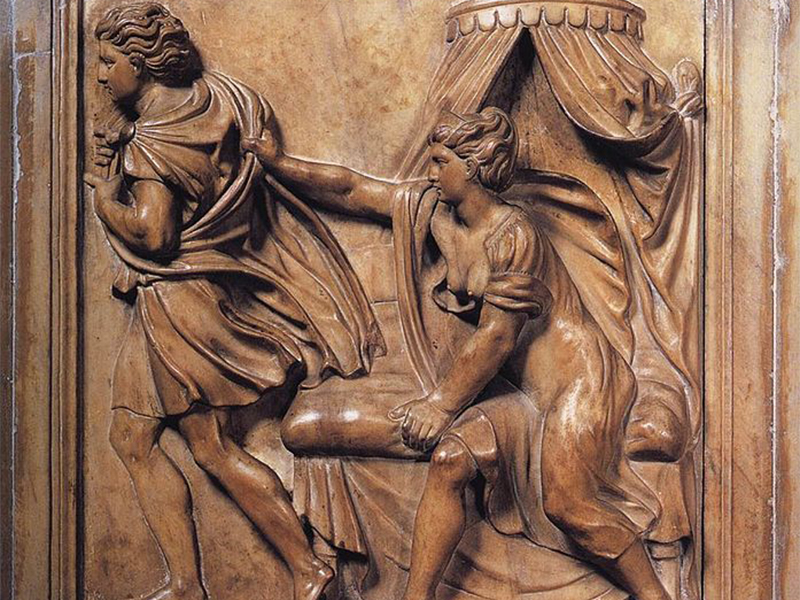
Joseph et la femme de Putiphar
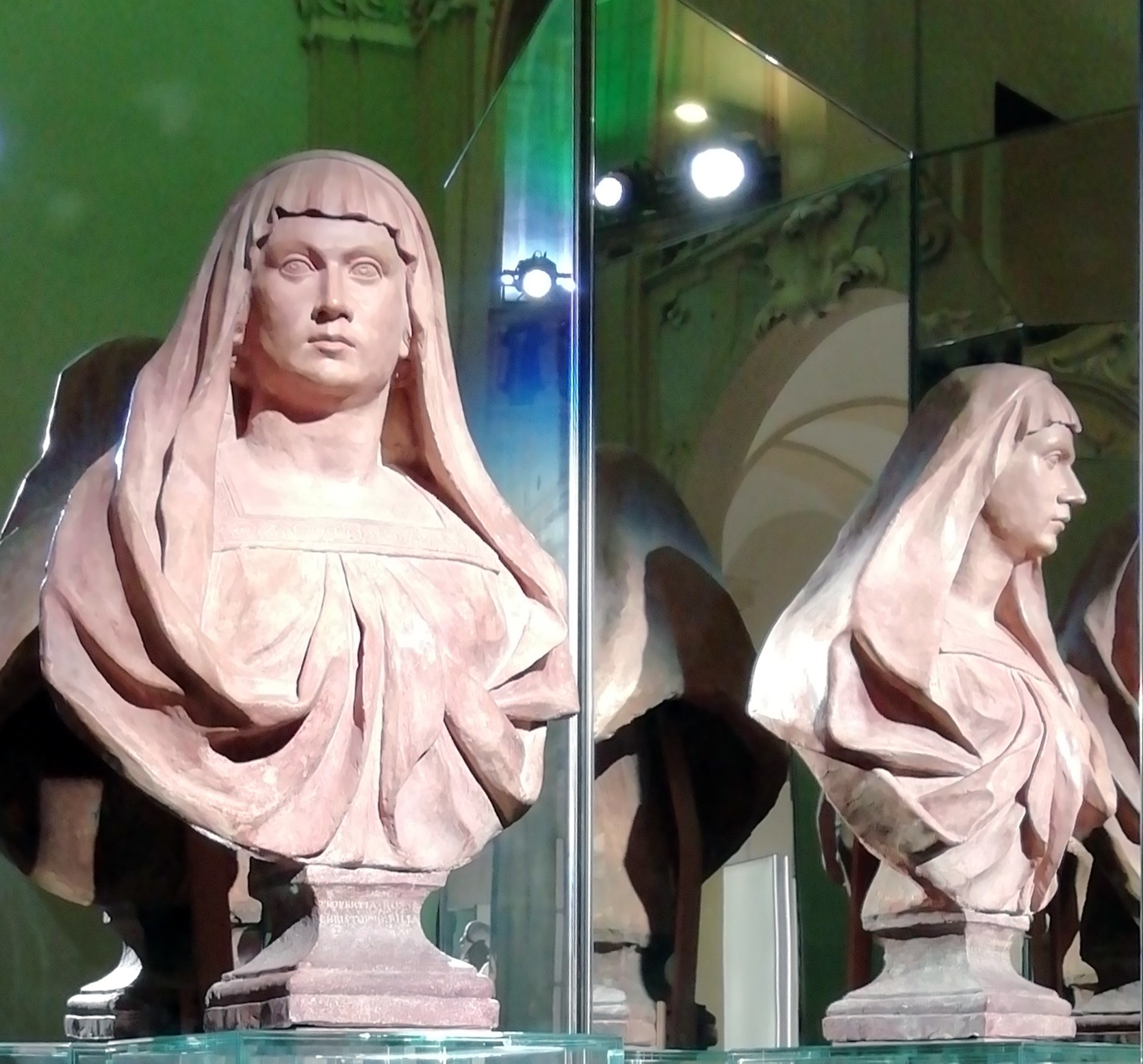
Buste de Properzia de' Rossi - Scultore di Casa Fibbia - 1680/1690.
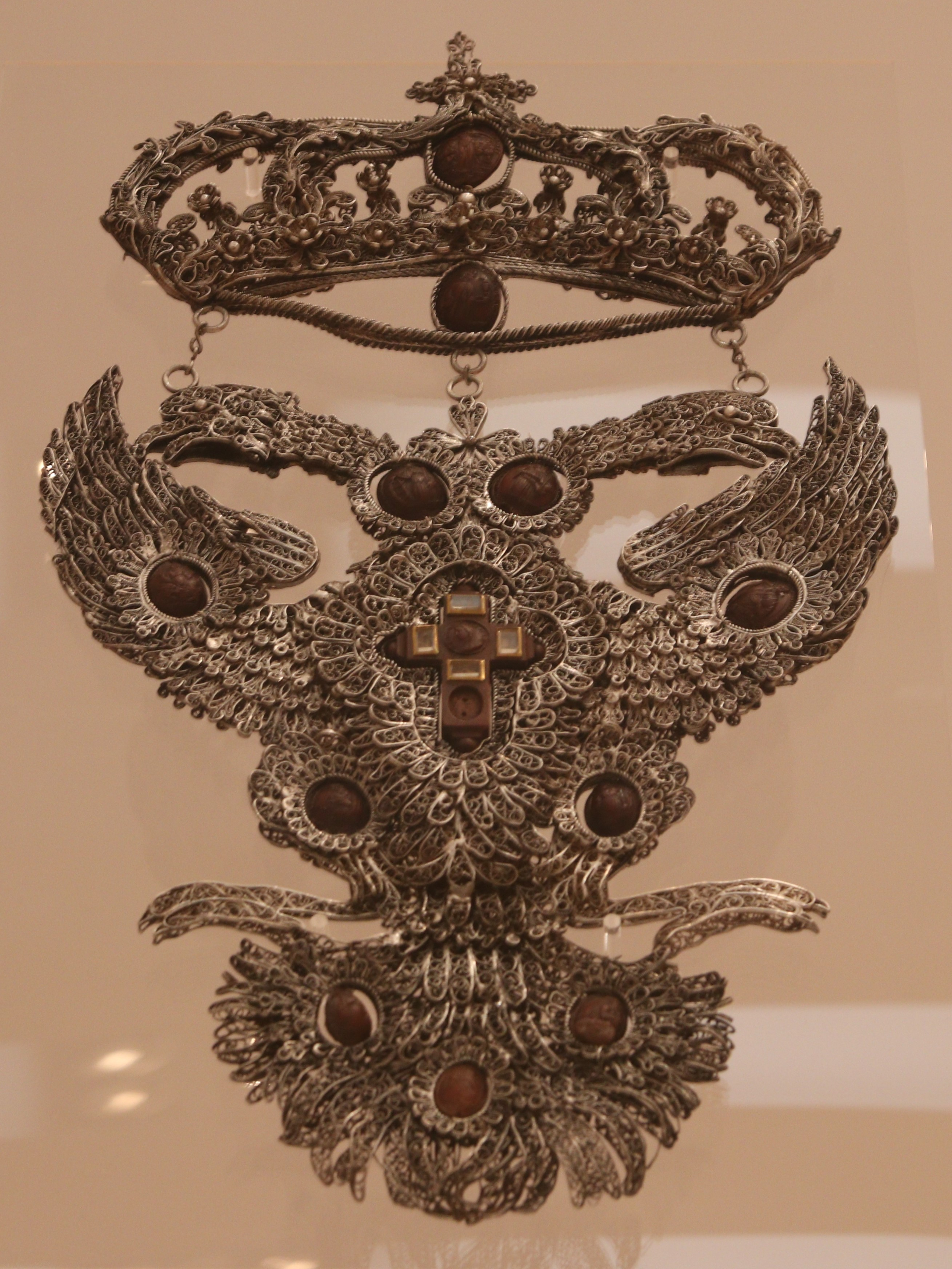
Blason de la famille Grassi.